# ミノックス

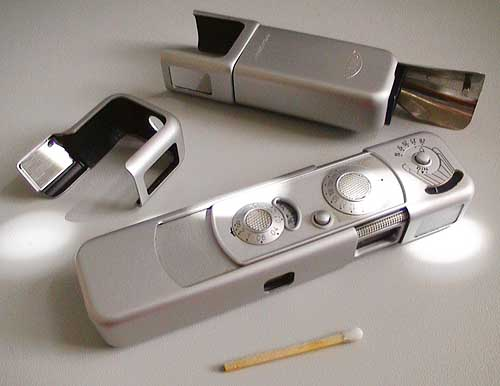
ミノックスB。中央左はウエストレベルファインダー、上はフラッシュソケット

ミノックス (Minox) は、ラトビアで創業してドイツに移転した光学機械メーカーミノックス (Minox GmbH) および同社の製造する超小型カメラのブランド名である。日本には日本シイベルヘグナー（現DKSHジャパン）が輸入していた。2004年には駒村商会が代理店になったが、2012年に同社からの事業を取得したケンコープロフェッショナルイメージングへ交代している。

## 歴史
- 1936年 - エストニアのタリンでヴァルター・ツァップを中心とするチームによってプロトタイプが開発されたが同国で支援してくれる企業が見つからずラトビアのリガに在ったVEF（Valsts Electrotechniska Fabrika ）と契約しミノックスIの製造が開始された。まもなく第二次世界大戦が始まり、ラトビアが1940年にソ連に併合されるなどでミノックスも混乱の影響を受けた。戦後新生ミノックスはラトビア時代のかつてのVEFの責任者ビトルツ博士に権利金を支払ってミノックスの製造権を手に入れたが、破産した。このためリンー家の葉巻きたばこ会社からの資金援助を仰いで再建を図り、製造拠点を西ドイツのギーセンに移転してカメラ生産を開始した。拠点はその後ライカの工場があるヴェッツラーに移転している。
- 1974年 - 一般的な135フィルムを使用する「ミノックス35」シリーズが追加された。
- 1995年 - 倒産しライカの傘下に入った。
- 2004年 - 会社更生を完了しライカから再独立した。現在は単眼鏡・双眼鏡などの製造・販売を行っている。

## フィルムカメラ製品

### ミノックスフィルム使用カメラ
幅9.5mmのマガジン入りフィルムを使用し8×11mm判。

#### ミノックスシリーズ
わずか100mm強程度の大きさ、金属製ライターを引き延ばしたような形状で成人男性の掌に収まるほどの小型カメラである。小型化と高性能を両立させるため様々なアイデアが取り入れられ、一般の小型カメラに劣らない鮮明な写真が撮影でき接写も容易であるなど優れた性能を備え、スパイカメラとして世界的に知られるカメラとなった。
スライド羽根型のフォーカルプレーンシャッターは横走り金属製の露光スリットをもった先行枠をシャッター作動中とシャッターチャージの時に遮光を受け持つ後行枠が追尾し、シャッター動作中のみ同期して開く。シャッタースピードは遮光幕スライド形式の歯車不使用のスプリングとシャッター・アンクルによるガバナー制御で1/2秒から1/1000秒まで制御できる。
レンズの性能はきわめて優秀であり、大倍率の引き伸ばしに堪える。ただし拡大率が大きいためブレ、粒子、現像ムラ、埃等の影響は大きく、写りが悪いと誤解されていることもある。ビルトインフィルター、焦点調節に連動するパララックス補正のファインダーも特徴である。
巻き上げはボディーのプッシュプル操作によるもので、速写性に優れている。フィルム送り自動補正機能（USPTO.Reg.2218966）（Cf:ドイツ特許登録番号698952：1940年11月20日：Kl.57a）は偏心カムを用いた画面間隔の一定給送システムである。巻き上げ軸の頂に変形歯車が固定されていてスプリングの力で押されているが、操作桿が左に動き変形歯車の腕に接する時から軸の左回転が始まり、ラックが歯車と噛み合い回転を続け、回転を終え軸の回転角の量だけドラムがフィルムを巻き取る。当初は撮影しなくてもプッシュプルすればフィルムが無駄送りされてしまったがミノックスCから改善された。
最初期に製造されたシリアルナンバー3000番初期のものは12の歯を有する現在のマガジンサイズより僅かに小さい菊の花びら状の巻取軸給送機構を有していたが、すべり易いため三本爪の巻取軸に改良し、そのまま現行品に受け継がれている。
- ミノックスI（1936年試作、1937年発売） - 1936年にタリンで試作されたプロトタイプは「タリン・ミノックス」もしくは「ウル・ミノックス（Ur Minox　[注釈 1]）」[2]、そして一般的に知られているリガで製造された物は「リガ・ミノックス」、もしくは「VEF・ミノックス」と俗称されている。ミノックスの基本モデルであり、露出計は別売された。ゲルツから技術移転を受けた優秀な3群3枚ミノスティグマート（Minostigmat ）15mmF3.5を固定装着する。回折による画質低下を抑えるため常時F3.5開放で使用し、光量不足条件下においても補助光なしに文献複写が可能であった。最短撮影距離は0.2m。内蔵フィルターはオレンジ。像面湾曲が大きくなるトリプレット型レンズの欠点を補正するため、像面に合わせてフィルム面を湾曲させる形状のフィルム圧板を使用した。この圧板は極めて高度な精密加工技術を要する。シャッター幕は、窓あきの金属幕を簡単なガバナーで走行させている。フィルムカウンターは順算式50枚撮り。シャッター、フィルム給送機構、ファインダーパララックス補正機構等の基本機構は現行品と同一又は類似である。1940年8月以降はラトビアがソ連に併合されたため「Made in USSR」のモデルが存在し、連続番号08300～12000番がこれに該当する。ボディー長83mm。
- ミノックスII（1948年発売[3]） - ドイツに移りミノックスIを再生産した。ただしレンズはコーティングされた3群4枚テッサー型のコンプラン（Complan ）15mmF3.5となり、またフィルムの安定性を確保するために球面の第5レンズを置き、これと圧板でフィルムを挟む工夫をしてある。この第5レンズには格子状の凹凸があり撮影結果には写らないものの、近接撮影でバックがボケた時に格子状の凹凸の影響と思われる嫌なボケを生じる傾向があった。また使用期間が長くなると第5レンズがフィルム面にすり傷を与えたり埃を付着させたり張り付いてしまったりと色々問題が発生した。最短撮影距離は0.2m。内蔵フィルターはUV、イエロー、オレンジ。シャッターは2枚の極めて薄い金属製の窓明き幕を精巧なガバナーで走行させ、カメラぶれを防いでいる。製造台数12,000。
- ミノックスIII（1951年発売） - 第5レンズが外された。焦点面が球状であることが幸いし、フィルム面安定性には影響がなかった。最短撮影距離は0.2m。内蔵フィルターはUV、グリーン、オレンジ。製造台数12,000。

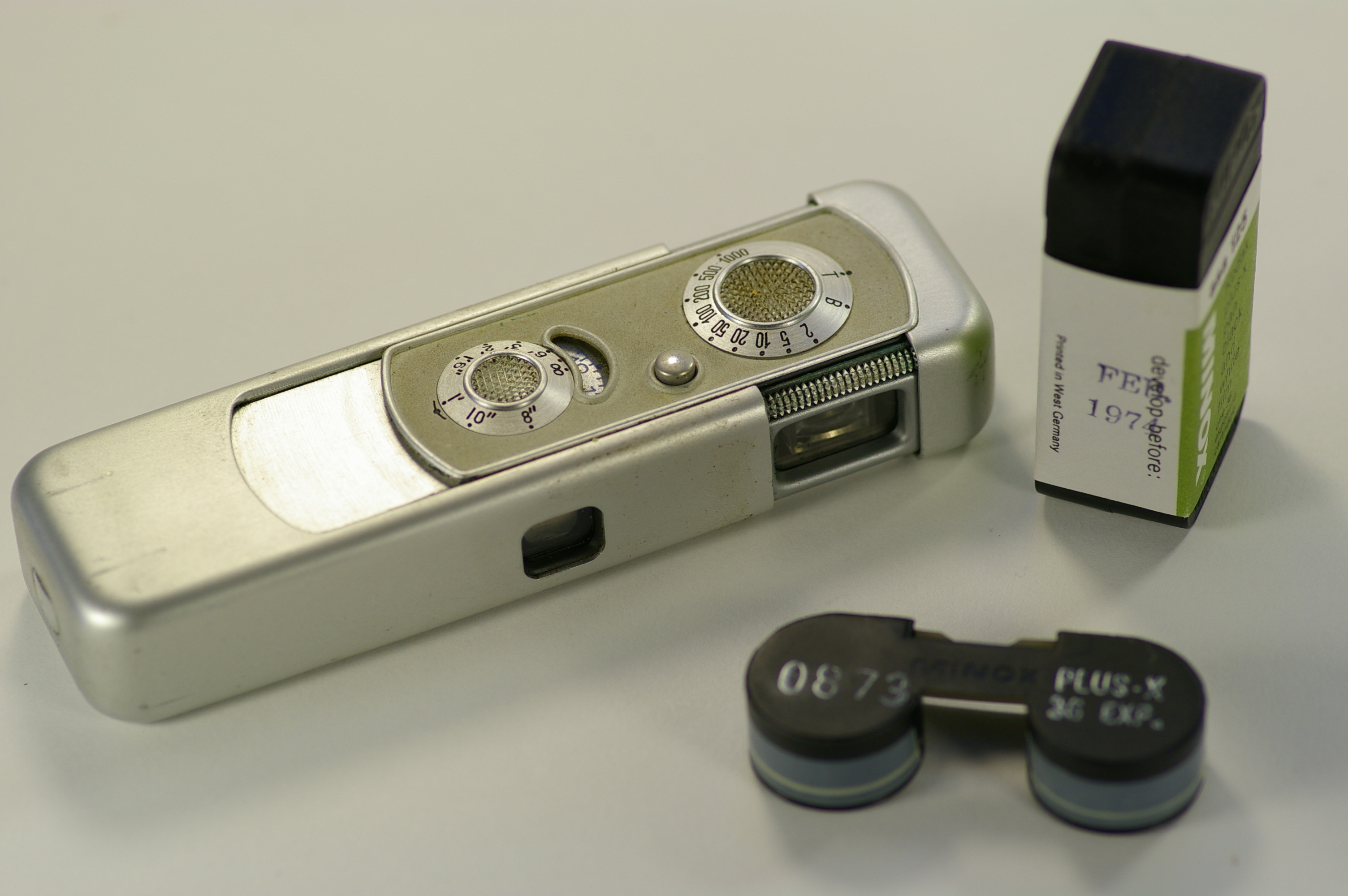
ミノックスIIIs

- ミノックスIIIs（1954年発売）/ミノックスA（1958年改名） - ミノックスIIIにシンクロ接点を加えた。このモデルまではプロトタイプのリガミノックスとほぼ同一の大きさであり、特別な愛着を持つマニアが多い。最短撮影距離は0.2m。単独露出計がオプションとして発売されていた。ミノックスBの発売後はミノックスAと呼称された。製造台数87,000。

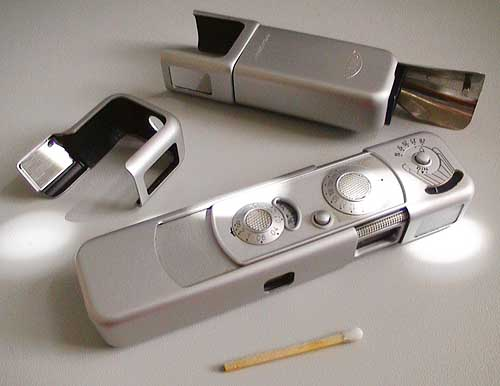
ミノックスB

- ミノックスB（1958年発売） - ミノックスIIIsにセレン光電池発電方式の露出計が内蔵されたモデル。露出計はシャッタースピードとは連動しておらず、針を読み取りシャッター速度を手動で回転させて移し換える。セレン光電池の連動範囲が広く、使い易くなった。最短撮影距離は0.2m。内蔵フィルターはUV、4×（極初期は10×）ND、グリーン。フィルムの感度設定はシャッターダイヤルを1/100秒の位置にして引き出して、裏面の歯車を回転させASA/DIN感度に合わせる。製造台数385,000。ボディ−長98mm。
- ミノックスC（1969年発売） - 電子シャッター組み込み。絞りは常にF3.5開放のため、その絞り値での絞り優先AEとなる。最長露光時間は約7秒[3]。ボディーのレンズ窓がひとまわり大きくなった。超小型ガバナーの代わりに電子シャッターのマグネットや電池などが入ったためボディー長は120mmになった。このため、デザイン上の観点から上面のシャッター速度と距離のダイヤルにフィルム感度ダイヤルを加えた。またミノックスB以前にあった、フィルムが無駄送りされる問題点が改善された。フィルムカウンターが逆算式36枚撮りとなった。1970年以降レンズが像面平坦型のミノックス15mmF3.5となった。内蔵フィルターはUV、ND。ソ連スパイだったアメリカ人、ジョン・アンソニー・ウォーカーが使っていたことで知られる。製造台数174,000。

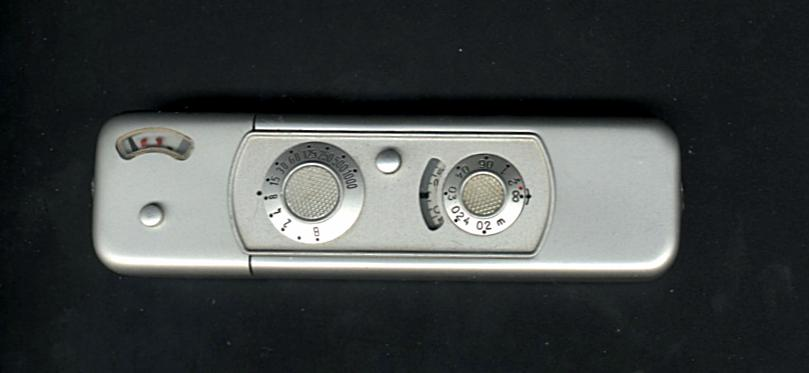
ミノックスBL

- ミノックスBL（1972年発売） - ミノックスBの露出計素子をCdS受光素子に換えたモデル。ミノックスCが大きくなったため従来からのユーザーには不評で、その要望に応えたもの。上面は2ダイヤルに戻された。製造開始が第一次オイルショック後の不況期に当たったため各部コストダウンが進められたと言われ、例えば刻印されていたダイヤル文字が後期型はプリントになり使用しているうちに消えてしまう場合がある。製造台数18,000。
- ミノックスLX（1978年発売） - 電子シャッターを搭載し、SPD素子による絞り優先式AE。AEの場合シャッター速度は15秒～1/2000秒まで完全連動する。特に高速度シャッターは超小型カメラの大敵である手ぶれ防止に効果がある。電子回路もミノックスCより一段と改良された。ボディー長108mm、90g。手ぶれ防止ランプと電池の電位の低下の警告ランプ・露出オーバー警告ランプが附された。製造台数35,000。

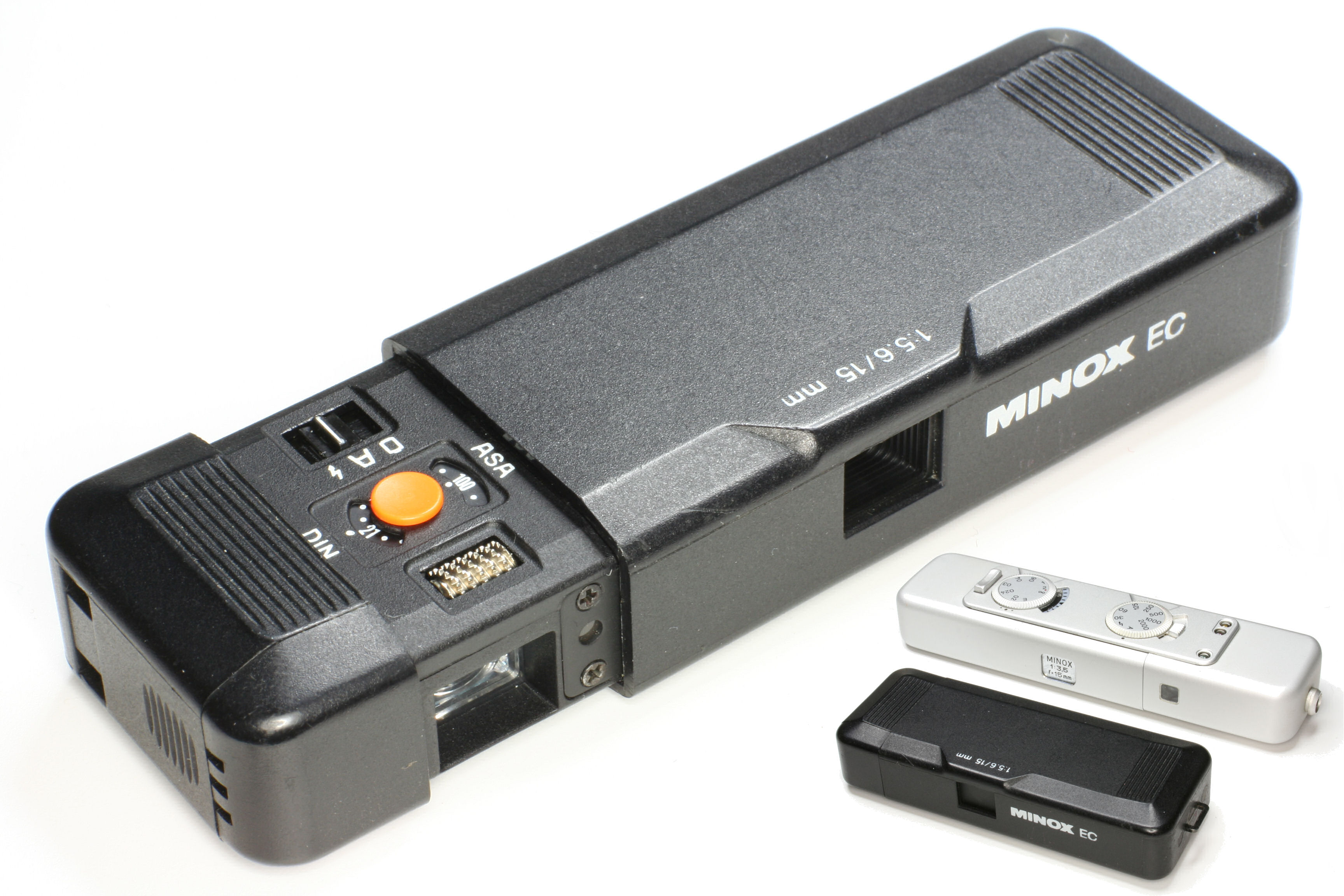
ミノックスEC

- ミノックスEC（1981年7月発売） - F5.6固定焦点の自動露光連動の電子シャッター機。ミノックス初の低価格普及機でアマチュア写真愛好家向け。好評で、ミノックスB、ミノックスCに次ぐ台数が製造された。製造台数145,000。
- ミノックスAX（1992年発売） - ミノックスLXの外装で手動式。完全メカニカルシャッター機。高級志向のハイレベルのユーザー向けに限定販売された。製造台数1,222。

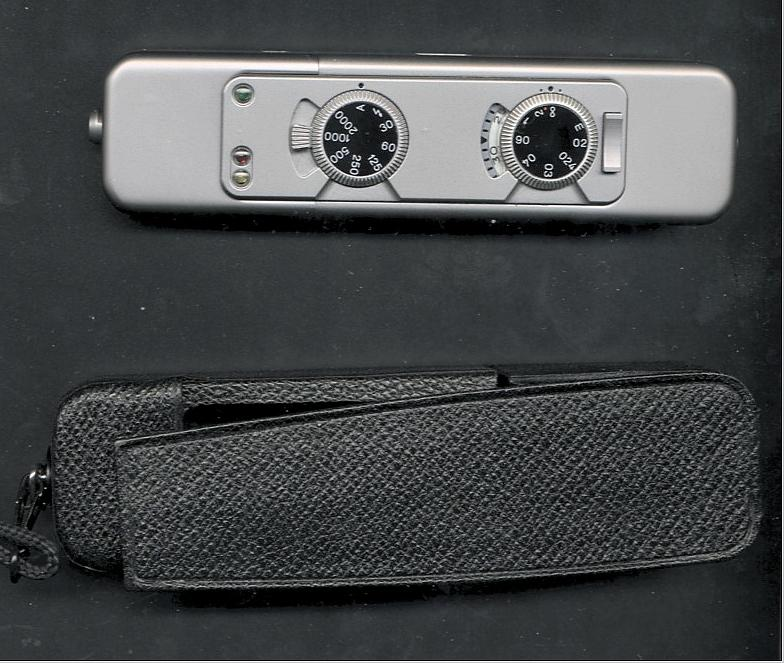
ミノックスTLX

- ミノックスTLX（1996年発売） - ミノックスLXの後継機。チタン仕上げ。電子シャッター回路を改良し耐久性の向上を図った。現行品。
- ミノックスMX（1998年発売) - 日本のミノックス判カメラアクメルMDの改良型でAEシャッターを単速1/125秒とし、距離計機能はそのままの機構を有する普及機。現行品。

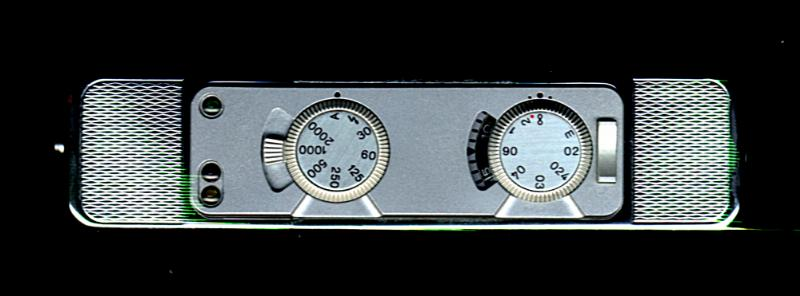
ミノックスCLX

- ミノックスCLX（1999年発売） - ミノックスLXをベースとし、ボディーは真鍮製でハードクロームメッキと外装のみを高級化した改良機種。重量150g。現行品。
- ミノックスECX

#### クラシックカメラシリーズ
ライカIf、ライカIIIf、ライカM3、ハッセルブラッドSWC、コンタックスI等を縮小した外観のシリーズ。

### 110フィルム使用カメラ
ミノックス35同様にバルダ（Balda）のOEM製品で、ボディーは合成樹脂製。
- ミノックス110S - 上位機種。25mm/f2.8のレンズを搭載し、連動距離計付き。絞り優先オート撮影が可能。
- ミノックス110L - 下位機種。25mm/f5.6のレンズを搭載。

### 135フィルム使用カメラ

#### ミノックス35シリーズ
24×36mm（ライカ）判。バルダ（Balda）のOEM製品。ボディーは合成樹脂製で軽量。レンズは沈胴するため小型になる。レンズのブランドはミノター（Minotar ）、ミノクサー（Minoxar ）等を使用している。ほぼ完全なコピーがソ連のキエフで「キエフ35A」として製造されていた。
- ミノックス35EL（1974年発売） - ミノックスブランドで最初に発売されたライカ判カメラ。最短撮影距離0.9m。電源はPX27。絞り優先AE。
- ミノックス35GL（1979年発売） - 絞り優先AE。

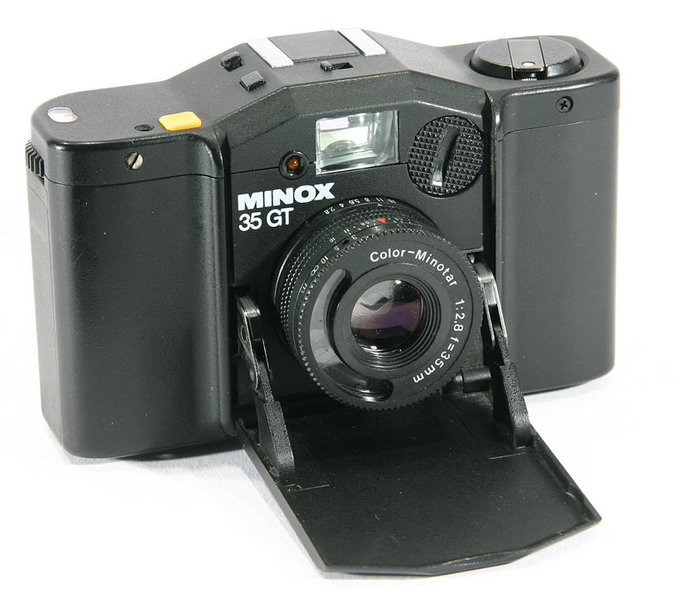
ミノックス35GT

- ミノックス35GT（1981年7月発売） - 絞り優先AE。レンズは3群4枚カラーミノター（Color-Minotar ）35mmF2.8。
- ミノックス35PL（1982年発売） - プログラムAE。

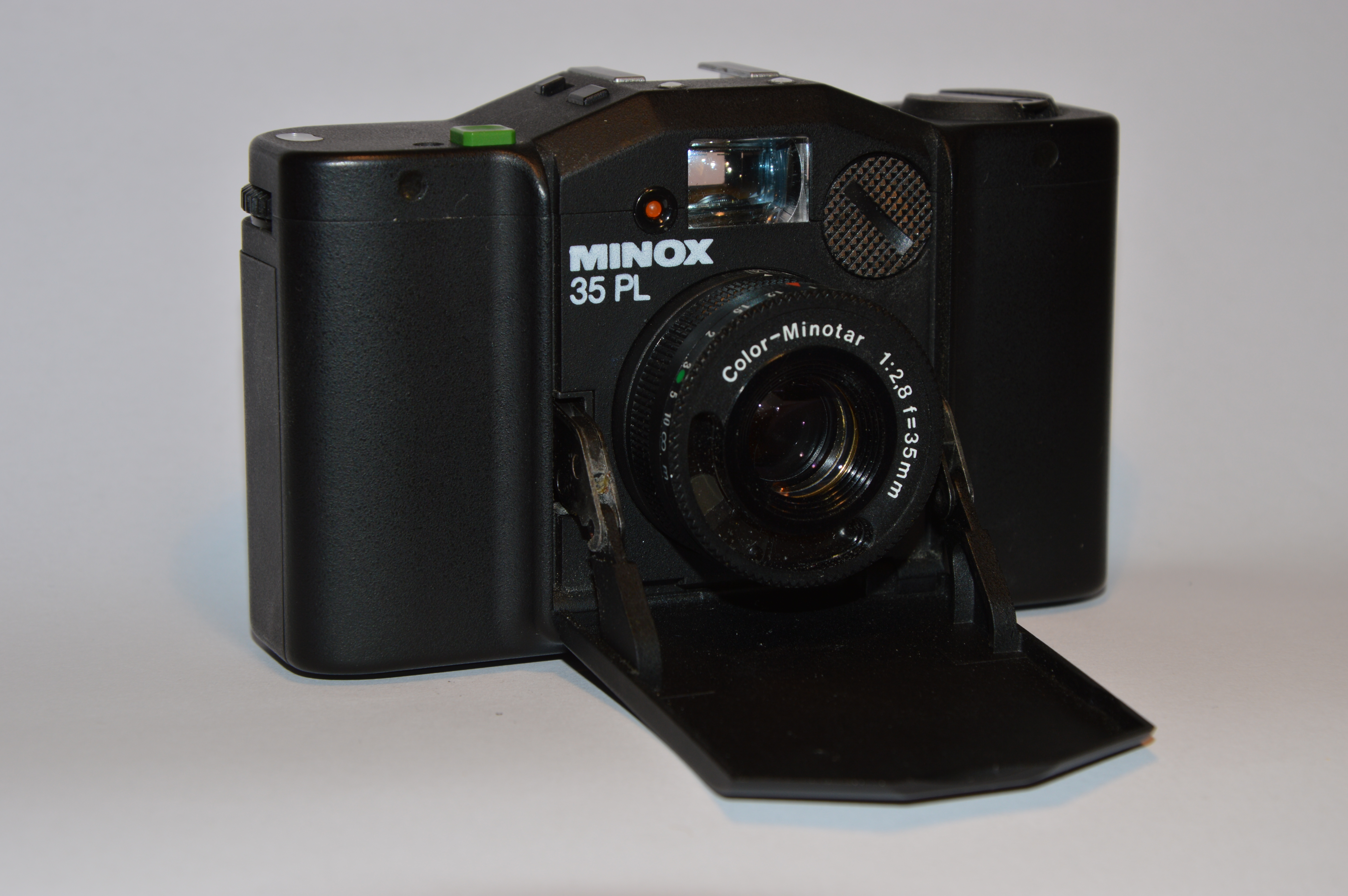
ミノックス35PL

- ミノックス35PE（1983年発売） - プログラムAE。
- ミノックス35MB（1985年10月発売） - レンズは3群4枚カラーミノター35mmF2.8。

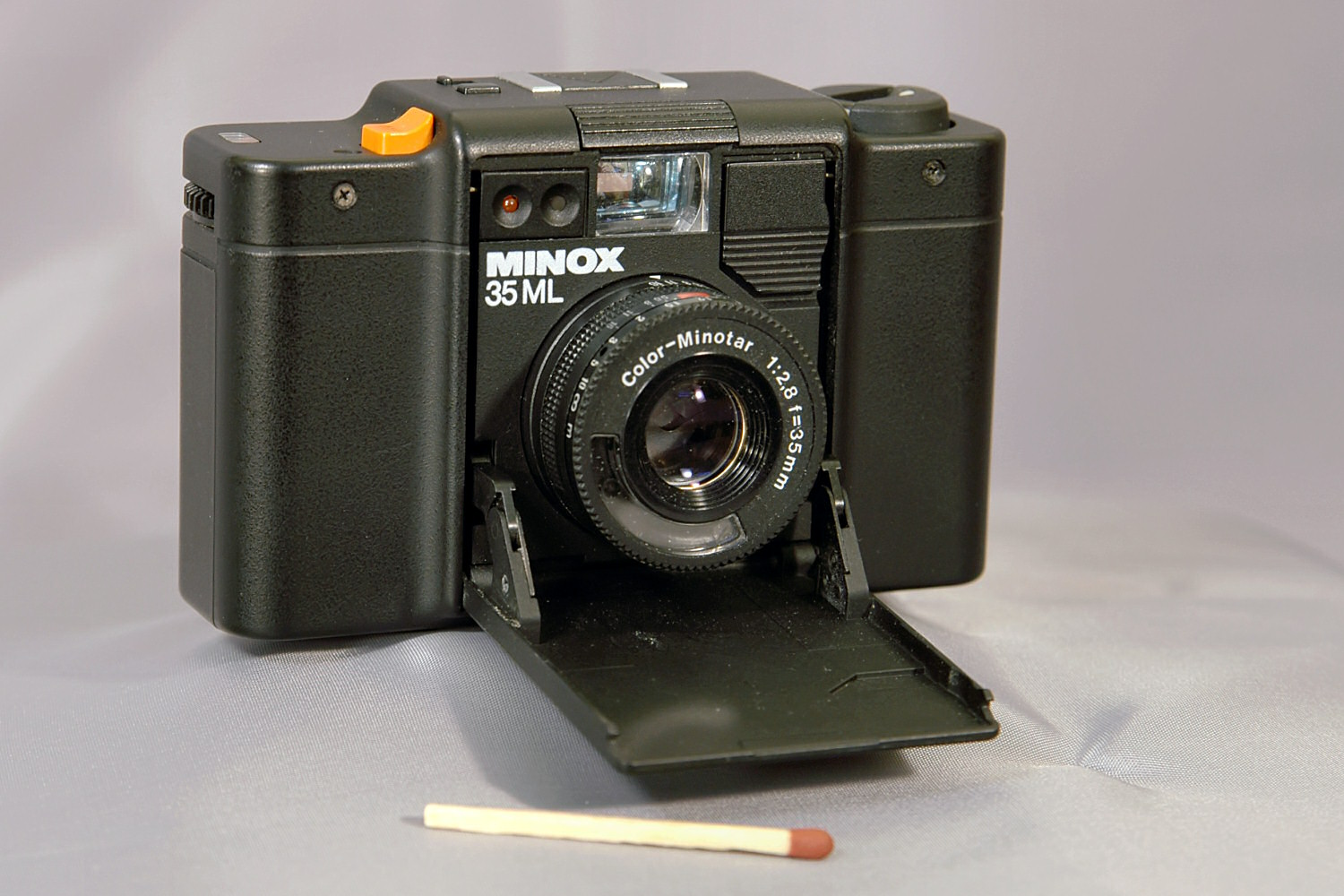
ミノックス35ML

- ミノックス35ML（1985年10月発売） - レンズは3群4枚カラーミノター35mmF2.8。プログラムAEまたは絞り優先AE。最短撮影距離0.9m。
- ミノックス35AL（1987年発売） - レンズはカラーマイナー35mmF4固定焦点。
- ミノックス35GSE（1988年発売） - レンズはカラーマイナー35mmF2.8。最短撮影距離0.9m。絞り優先AE。
- ミノックス35AF（1988年発売） - オートフォーカス。
- ミノックス35GT-E（1988年12月発売） - 35GTの改良版。レンズはマルチコーティングされた3群4枚カラーミノター35mmF2.8で、最短撮影距離が0.7mに短縮された。絞り優先AE。電源はCR1/3N×2。
- ミノックス35GT-X（1997年9月発売） - 絞り優先AE。レンズは3群4枚ミノクサー35mmF2.8。
- ミノックス35GT-S（1999年4月発売） - 絞り優先AE。レンズは3群4枚MCミノクサー35mmF2.8。電源はCR1/3N×2。
- ミノックス35GT-Eニュー（1999年4月発売） - レンズは3群4枚MCミノクサー35mmF2.8。最長スローシャッターが8秒に短縮されている。電源はCR1/3N×2。

#### CDシリーズ
24×36mm（ライカ）判コンパクトカメラ。
- CD70（1997年9月発売） - レンズは5群6枚ミノクター35-70mmF3.9-7.4。プログラムAE。電源はCR123A×1。
- CD112（1998年4月発売） - レンズは5群6枚ミノクター38-112mmF3.5-9.8。プログラムAE。電源はCR123A×1。
- CD155 - レンズは7群9枚ミノクター38-155mm。プログラムAE。電源はCR123A×1。
- CD150 - レンズはミノクター38-150mm。電源はCR123A×1。
- CD140デート - レンズはミノクター38-140mmF3.9-10。プログラムAE。電源はCR123A×1。
- CD128デート - レンズはミノクター38-128mmF3.9-11.8。プログラムAE。電源はCR123A×1。

### APSフィルム使用カメラ

#### CDシリーズ
- CD25（1997年9月発売） - レンズは25mmF4。プログラムAE。電源はCR2×1。

## デジタルカメラ製品

### ミノックスDCCシリーズ
クラシックカメラシリーズのデジタルカメラ版。

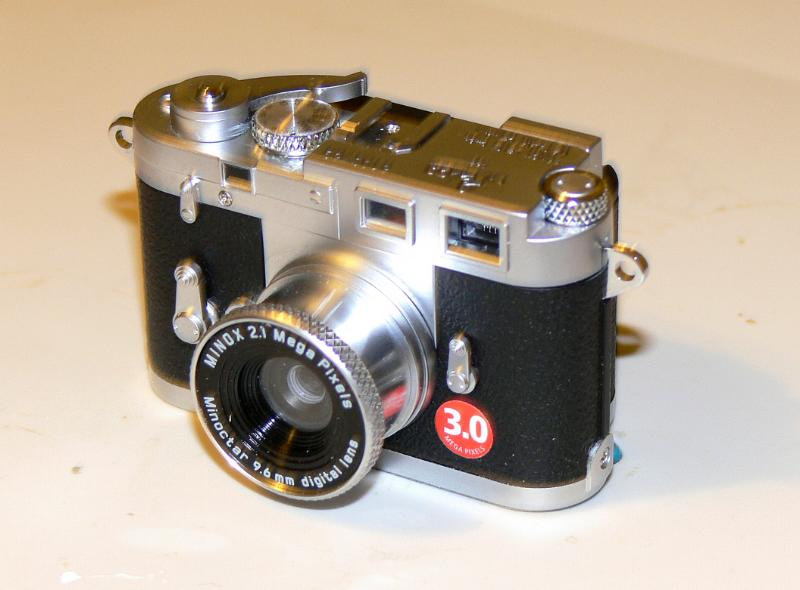
ミノックスDCCライカM3

- ミノックスDCCライカM3（400万画素バージョン、2005年3月15日発売） - ライカM3を縮小した形状。前から見た時右下にある丸い赤シールの数字が4.0。内蔵32MBフラッシュメモリー。
- ミノックスDCCライカM3（500万画素バージョン、2007年1月25日発売） - ライカM3を縮小した形状。前から見た時右下にある丸い赤シールの数字が5.0。4GBまでのSDメモリーカードが使用できる。レンズはミノクター（Minoctar ）8.7mmF3.0。

### ミノックスDSCシリーズ
ミノックススパイカメラのデジタルカメラ版。
- ミノックスDSCデジタルスパイカメラ（2009年2月16日発売） - ミノックススパイカメラのデジタル版。320万画素。内蔵128Mフラッシュメモリー。16GまでのmicroSDカードが使用可能。ビューファインダーとフラッシュは別構成。ファインダー/フラッシュユニットを取り付ける場合は付属の携帯用メタルチェーンは取り付けできない。

## その他
- 小惑星番号4639番の小惑星は名称がミノックスであり、ミノックスの愛好家である天文家・関勉により1989年3月5日発見、命名された。